# Nuoto ai campionati europei di nuoto 2018 - 400 metri misti femminili
La gara dei 400 metri misti femminili degli Europei 2018 si è svolta il 3 agosto 2018. Al mattino si sono svolte le batterie, mentre la finale si è disputata nel pomeriggio.

## Podio
| Pos.    | Atleta           | Nazione       |
| ------- | ---------------- | ------------- |
| Oro     | Fantine Lesaffre | Francia       |
| Argento | Ilaria Cusinato  | Italia        |
| Bronzo  | Hannah Miley     | Gran Bretagna |

## Record
Prima della manifestazione il record del mondo (RM), il record europeo (EU) e il record dei campionati (RC) erano i seguenti:
|  | 4'26"36 | Katinka Hosszú | 6 agosto 2016 Rio de Janeiro |
|  | 4'26"36 | Katinka Hosszú | 6 agosto 2016 Rio de Janeiro |
|  | 4'30"90 | Katinka Hosszú | 16 maggio 2016 Londra        |

Durante la competizione non sono stati migliorati record.

## Risultati

### Batterie
| Pos. | Batteria | Corsia | Atleta                 | Nazionalità   | Tempo   | Note |
| ---- | -------- | ------ | ---------------------- | ------------- | ------- | ---- |
| 1    | 3        | 3      | Fantine Lesaffre       | Francia       | 4'36"17 | Q    |
| 2    | 2        | 4      | Aimee Willmott         | Gran Bretagna | 4'38"28 | Q    |
| 3    | 3        | 4      | Ilaria Cusinato        | Italia        | 4'39"02 | Q    |
| 4    | 2        | 6      | Zsuzsanna Jakabos      | Ungheria      | 4'39"26 | Q    |
| 5    | 3        | 5      | Hannah Miley           | Gran Bretagna | 4'39"52 | Q    |
| 6    | 2        | 5      | Catalina Corró         | Spagna        | 4'40"69 | Q    |
| 7    | 2        | 2      | Anja Crevar            | Serbia        | 4'40"99 | Q    |
| 8    | 2        | 3      | Carlotta Toni          | Italia        | 4'42"06 | Q    |
| 9    | 3        | 7      | Alessia Polieri        | Italia        | 4'42"07 |      |
| 10   | 3        | 2      | Abbie Wood             | Gran Bretagna | 4'43"80 |      |
| 11   | 3        | 1      | Victoria Kaminskaya    | Portogallo    | 4'44"22 |      |
| 12   | 2        | 1      | Barbora Závadová       | Rep. Ceca     | 4'46"87 |      |
| 13   | 3        | 6      | Viktoriya Zeynep Güneş | Turchia       | 4'47"63 |      |
| 14   | 2        | 7      | Cyrielle Duhamel       | Francia       | 4'48"32 |      |
| 15   | 2        | 8      | Paula Żukowska         | Polonia       | 4'49"76 |      |
| 16   | 3        | 8      | Aleksandra Knop        | Polonia       | 4'51"65 |      |
| 17   | 1        | 4      | Vilma Ruotsalainen     | Finlandia     | 4'56"41 |      |
| 18   | 1        | 3      | Shahar Menahem         | Israele       | 4'58"42 |      |
| 19   | 3        | 0      | Irina Krivonogova      | Russia        | 4'58"73 |      |
| 20   | 1        | 5      | Nikoleta Trníková      | Slovacchia    | 5'02"59 |      |
| 21   | 2        | 0      | Lea Polonsky           | Israele       | 5'05"48 |      |

### Finale
| Pos. | Corsia | Atleta            | Nazionalità   | Tempo   | Note |
| ---- | ------ | ----------------- | ------------- | ------- | ---- |
|      | 4      | Fantine Lesaffre  | Francia       | 4'34"17 |      |
|      | 3      | Ilaria Cusinato   | Italia        | 4'35"05 |      |
|      | 2      | Hannah Miley      | Gran Bretagna | 4'35"34 |      |
| 4    | 5      | Aimee Willmott    | Gran Bretagna | 4'35"77 |      |
| 5    | 6      | Zsuzsanna Jakabos | Ungheria      | 4'38"48 |      |
| 6    | 7      | Catalina Corró    | Spagna        | 4'38"83 |      |
| 7    | 8      | Carlotta Toni     | Italia        | 4'40"18 |      |
| 8    | 1      | Anja Crevar       | Serbia        | 4'41"40 |      |